# Franckensteinsche Klausel
Als Franckensteinsche Klausel wird eine nach dem Zentrumspolitiker Georg Arbogast von und zu Franckenstein (1825–1890) benannte Klausel in § 8 des Zollgesetzes vom 9. Juli 1879 bezeichnet, der zufolge Zölle und indirekte Steuern, die insgesamt 130 Millionen Mark überstiegen, vom Reich nach Maßgabe der Bevölkerungszahl den einzelnen Bundesstaaten überwiesen und von diesen nötigenfalls als Matrikularbeitrag zurückgefordert werden mussten. Das Reich blieb dadurch von den Einzelstaaten abhängig. Die Klausel wurde erst durch die Finanzreform des Jahres 1904 (Gesetz vom 14. Mai 1904, RGBl. 169) aufgehoben.